# HOLA!!
『HOLA!!』（オラ！）は高山瑞穂の漫画作品。当初は『月刊少年ブラッド』2006年6月号から連載していたが、本誌休刊に伴い未完状態で終了。2007年12月4日よりYahoo!コミック内のウェッブマガジン『FlexComixブラッド』で1話より再掲載の後、連載が再開され2008年1月の新エピソード公開を以て完結、全6話。 

## ストーリー
かつて元サッカーU18日本代表のFWだった少年・若松海斗は、ある事情からサッカーから遠ざかっていた。スポーツ特待生として入学した私立高校を退学し、地元の県立高校に転入する事になった海斗だが、転校初日、浜須賀ひばりという少女と出会う。サッカーとは似て異なるスポーツ「フットサル」を知った海斗は、ひばりに誘われ、彼女の所属するフットサルチームに加入することになった。しかし、彼にはサッカーから遠ざかり、転校する原因となったあるトラウマがあったのだった。

## 登場人物
若松 海斗（わかまつ かいと）
本作の主人公。17歳。元横浜シーガルスユース所属。
かつてはU18日本代表のFWだったが、試合中に自身が引き起こした事故が元で単独プレイをとるようになり、後にチームを脱退。
キーパーを傷つけたくないと思いから、ゴール前でのシュートができなくなってしまう。
スポーツ特待生として私立高校に通っていたが、クラブからの援助金で学費や生活費を賄っていたため、脱退後は私立高校を退学し、地元の公立高校（東浜高校）に転入する事となる。
事故を起こした事による心傷から、どこか醒めた性格をしており、過去の経歴も相まって、アマチュアとして高校サッカーをする事には拒否感を示している。
しかしながら、サッカーに対する熱意を捨てきれず、復帰したくても出来ない事をもどかしく思う日々を過ごしていた。
浜須賀 ひばり（はますが ひばり）
本作のヒロイン。転校初日に海斗が浜辺で出会った少女。快活で前向きな性格の持ち主。
学校で顔を合わせた時、海斗を「ベンチコート男」と呼ぶが、逆に彼から「ボレーシュート女」と返されてしまっている。
フットサルの能力は高く、海斗のディフェンスを圧倒してしまう程（FWに特化していた海斗がディフェンスを苦手としていた事にも因るが）。
サーフィンが趣味で登校前にもサーフィンをしている。彼女の友人曰く、「ケータイは持たないヒト」らしい。
海斗の高い技術をすぐに見抜いたものの、彼の経歴については全く知らないでいた。
海斗を自身の所属するフットサルチーム「Azul Delfin（アズール・デルフィン）」に勧誘する。
松風 大（まつかぜ だい）
ひばりのチームメイト。ひばりに好意を寄せており、何かと彼女に構われている海斗を敵視している。
ニックネームは「大ちゃん」。
中島（なかじま）
東浜高校の教師で、海斗の過去を知る人物の一人。
チームを脱退し、学校を去った海斗が公立高校に転入できたのは、彼が校長に掛け合った事が大きく関係している。
海斗が再びサッカー選手として復帰する事を願っている。
秋葉 祐介（あきば ゆうすけ）
元U18日本代表のGK。世界ユースでは海斗と共に日本代表として戦った友人にして良きライバルだった。
しかし、5ヶ月前のJリーグユースのカップ戦において、対戦中に海斗と接触し、頚椎を損傷してしまう。
現在は静岡の病院でリハビリ中だが、サッカー選手としての道は断たれてしまっており、これが海斗のトラウマとなっている。
南 小太郎（みなみ こたろう）
茅ヶ崎ビーチサッカー大会壮年の部で3連続優勝を成し遂げた強豪・湘南ウクレレーズの一員。以前はプロ化する前の実業団チームのリーダーだった。
サッカーの実力も高く、相手を口車に乗せ翻弄するプレーが特徴。
反面、女性には優しいらしく、常連の店の娘であるひばりとも親しいが、以前彼のペースに巻き込まれた事のある大からは「スケベなだけだ」とあまりよく思われていない。
飄々とした性格で、海斗をおとりに使うアズール・デルフィンチームの作戦をあっさり見抜き、彼を挑発するなど抜け目ない男。

## 単行本
フレックスコミックスから2008年1月12日に発売、全1巻。
- 2008年1月25日初版発行 ISBN 978-4-7973-4607-7